# Новий Світ (Дубровський район)
Новий Світ (рос. Новый Свет) — селище в Дубровському районі Брянської області Російської Федерації.
Населення становить 66 осіб. Входить до складу муніципального утворення Дубровське міське поселення.

## Історія
Від 2005 року входить до складу муніципального утворення Дубровське міське поселення.

## Населення
| 2010 | 2013 |
| ---- | ---- |
| 73   | ↘66  |